# Dals Långed
Dals Långed is een plaats in de gemeente Bengtsfors in het landschap Dalsland en de provincie Västra Götalands län in Zweden. De plaats heeft 1610 inwoners (2005) en een oppervlakte van 259 hectare.